# Castilhon de Massàs
Castilhon de Massàs (en francès Castillon-Massas) és un municipi francès situat al departament del Gers i a la regió d'Occitània.

## Demografia
| 1962                                       | 1968 | 1975 | 1982 | 1990 | 1999 | 2006 |
| ------------------------------------------ | ---- | ---- | ---- | ---- | ---- | ---- |
| 175                                        | 130  | 146  | 169  | 171  | 197  | 235  |
| Des de 1962: població sense dobles comptes |      |      |      |      |      |      |

## Administració
| Període | Identitat       | Partit        |
| ------- | --------------- | ------------- |
| 2001-   | Bernard Carrera | Divers droite |